# 286163 Begeni
286163 Begeni este o planetă minoră (asteroid) din centura de asteroizi. A fost descoperită pe 11 octombrie 2001 la Observatorul Palomar de Near Earth Asteroid Tracking. 
Obiectul prezintă o orbită caracterizată de o semiaxă mare de 1,8970810237706 UAi, o excentricitate de 0,062149354597701, o înclinație de 20,36093136555 ° în raport cu ecliptica.